# 1925年南美足球锦标赛
1925年南美足球錦標賽（官方名称：IX Campeonato Sudamericano Argentina 1925）第9届阿根廷南美足球锦标赛，是历史上参赛队伍最少的一届美洲杯，阿根廷、巴拉圭和巴西成为了仅有的三支参赛队。智利和乌拉圭都因故缺席了本届赛事。因为只有３支球队，担心赛事太少，不得不进行２个阶段的循环赛。东道主阿根廷以3胜1平的成绩，第2次获得该项赛事的冠军。

## 參賽國家
- 阿根廷（主辦國）
- 巴西
- 巴拉圭

### 棄權
- 智利
- 乌拉圭（上屆冠軍）

## 比賽地點
| 布宜諾斯艾利斯        | 布宜諾斯艾利斯 | · 布宜諾斯艾利斯1925年南美足球锦标赛 (阿根廷) |
| --------------------- | -------------- | --------------------------------------------- |
| 巴拉卡斯體育會體育場  |                | · 布宜諾斯艾利斯1925年南美足球锦标赛 (阿根廷) |
| 容納人數：30,000      |                | · 布宜諾斯艾利斯1925年南美足球锦标赛 (阿根廷) |
|                       |                | · 布宜諾斯艾利斯1925年南美足球锦标赛 (阿根廷) |
| 布宜諾斯艾利斯        |                | · 布宜諾斯艾利斯1925年南美足球锦标赛 (阿根廷) |
| 布林·塞古爾部長體育場 |                | · 布宜諾斯艾利斯1925年南美足球锦标赛 (阿根廷) |
| 容納人數：25,000      |                | · 布宜諾斯艾利斯1925年南美足球锦标赛 (阿根廷) |
|                       |                | · 布宜諾斯艾利斯1925年南美足球锦标赛 (阿根廷) |

## 积分榜
|   | 球队   | 赛 | 胜 | 平 | 负 | 入球 | 失球 | 球差 | 积分 |
| - | ------ | -- | -- | -- | -- | ---- | ---- | ---- | ---- |
| 1 | 阿根廷 | 4  | 3  | 1  | 0  | 11   | 4    | +7   | 7    |
| 2 | 巴西   | 4  | 2  | 1  | 1  | 11   | 9    | +2   | 5    |
| 3 | 巴拉圭 | 4  | 0  | 0  | 4  | 4    | 13   | 0    | 0    |

## 赛事
| 1925年南美足球锦标赛冠军 |
| ------------------------ |
| · 阿根廷                 |
| 第 2 次奪冠              |

1925年11月29日
| 阿根廷     | 2 - 0 (1-0) | 巴拉圭 | 球场： 布宜諾斯艾利斯布林·塞古爾部長體育場 裁判:里卡多·瓦拉里諾 (乌拉圭) |
| 施奧安 2'  |             |        | 球场： 布宜諾斯艾利斯布林·塞古爾部長體育場 裁判:里卡多·瓦拉里諾 (乌拉圭) |
| 桑切斯 72' |             |        |                                                                          |

1925年12月6日
| 巴西              | 5 - 2 (3-1) | 巴拉圭          | 球场：布宜諾斯艾利斯巴拉卡斯體育會體育場 裁判: 傑羅尼莫·拉波西（Gerónimo Rapossi） (阿根廷) |
| 莫德拉托 16'      |             | 里瓦斯 25', 55' | 球场：布宜諾斯艾利斯巴拉卡斯體育會體育場 裁判: 傑羅尼莫·拉波西（Gerónimo Rapossi） (阿根廷) |
| 弗里登賴希 18'    |             |                 |                                                                                             |
| 拉加爾托 30', 52' |             |                 |                                                                                             |
| 尼羅 72'          |             |                 |                                                                                             |

1925年12月13日
| 阿根廷               | 4 - 1 (1-1) | 巴西     | 球场：布宜諾斯艾利斯巴拉卡斯體育會體育場 裁判: 曼努埃爾·查帕羅（Manuel Chaparro） (巴拉圭) |
| 施奧安 41', 48', 74' |             | 尼羅 22' | 球场：布宜諾斯艾利斯巴拉卡斯體育會體育場 裁判: 曼努埃爾·查帕羅（Manuel Chaparro） (巴拉圭) |
| 加拉斯辛尼 72'       |             |          |                                                                                            |

1925年12月17日
| 巴拉圭       | 1 - 3 (0-1) | 巴西              | 球场： 布宜諾斯艾利斯布林·塞古爾部長體育場 裁判:傑羅尼莫·拉波西（Gerónimo Rapossi） (阿根廷) |
| 弗雷特斯 58' |             | 尼羅 30'          | 球场： 布宜諾斯艾利斯布林·塞古爾部長體育場 裁判:傑羅尼莫·拉波西（Gerónimo Rapossi） (阿根廷) |
|              |             | 拉加爾托 57', 61' |                                                                                              |

1925年12月20日
| 巴拉圭     | 1 - 3 (1-2) | 阿根廷         | 球场： 布宜諾斯艾利斯布林·塞古爾部長體育場 裁判: 若阿金·安東尼奧·雷特·德·卡斯特羅（Joaquim Antônio Leite de Castro） (巴西) |
| 蘇歷治 15' |             | 塔拉斯科尼 22' | 球场： 布宜諾斯艾利斯布林·塞古爾部長體育場 裁判: 若阿金·安東尼奧·雷特·德·卡斯特羅（Joaquim Antônio Leite de Castro） (巴西) |
|            |             | 施奧安 32'     | |
|            |             | 伊魯雷塔 63'   | |

1925年12月25日
| 巴西           | 2 - 2 (2-1) | 阿根廷     | 球场： 布宜諾斯艾利斯布林·塞古爾部長體育場 裁判: 曼努埃爾·查帕羅（Manuel Chaparro） (巴拉圭) |
| 弗里登賴希 27' |             | 瑟羅蒂 41' | 球场： 布宜諾斯艾利斯布林·塞古爾部長體育場 裁判: 曼努埃爾·查帕羅（Manuel Chaparro） (巴拉圭) |
| 尼羅 30'       |             | 施奧安 55' |                                                                                              |

## 射手榜
6 球
- 曼努埃爾·施奧安（英语：Manuel Seoane）

4 球
- 拉加爾托（葡萄牙語：Severino Da Silva (Lagarto)）
- 尼羅·穆爾蒂紐·布拉加（英语：Nilo Murtinho Braga）

2 球
- 亞瑟·弗里登賴希（英语：Arthur Friedenreich）
- 赫拉爾多·里瓦斯（波兰语：Gerardo Rivas）

1 球
- 安東尼·瑟羅蒂（西班牙语：Antonio Cerrotti）
- 胡安·伊魯雷塔（西班牙语：Juan Irurieta）
- 阿爾弗雷多·加拉斯辛尼（西班牙语：Alfredo Garassini）
- 馬丁·桑切斯（義大利語：Martín Sánchez）
- 多明戈·塔拉斯科尼（英语：Domingo Tarasconi）
- 莫德拉托·魏賽特因納爾（西班牙语：Moderato Wisintainer）
- 曼努埃爾·費力達斯·蘇歷治（英语：Manuel Fleitas Solich）
- 路易斯·弗雷特斯（波兰语：Luis Fretes）